# Chevalier semipalmé
Tringa semipalmata
Espèce
Synonymes
- Scolopax semipalmata J.F. Gmelin, 1789 (protonyme)
- Catoptrophorus semipalmatus (J.F. Gmelin, 1789)

Répartition géographique
Statut de conservation UICN

 LC  : Préoccupation mineure
Le chevalier semipalmé (Tringa semipalmata) est une espèce d'oiseaux limicoles appartenant à la famille des Scolopacidae.

## Description

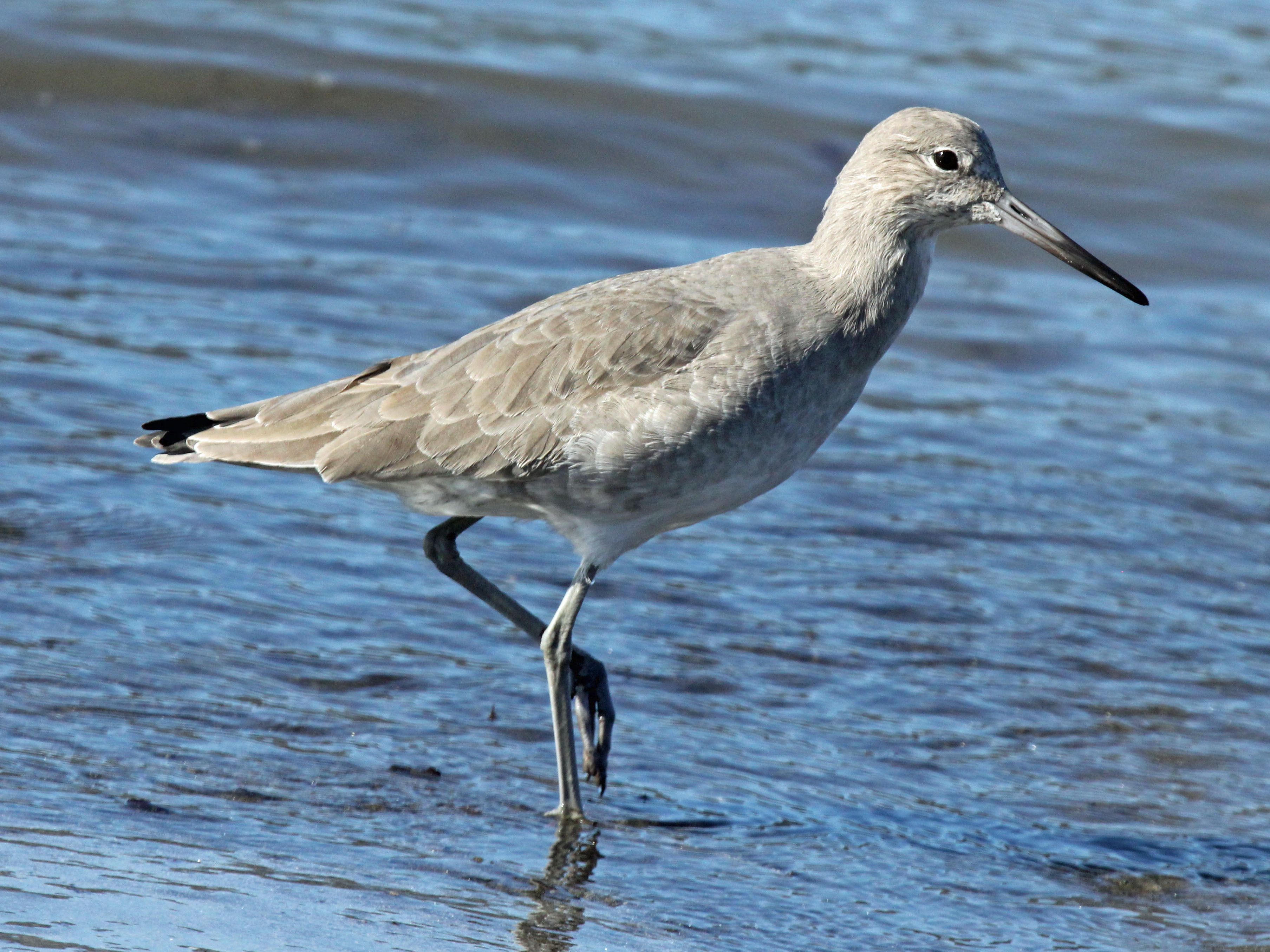
en plumage d'hiver, Half Moon Bay (Californie)

Cet oiseau mesure environ 38 cm de longueur. Il possède un bec fort et droit de couleur sombre. Son plumage est essentiellement brun gris.

## Alimentation
Cet oiseau se nourrit surtout de petits poissons et d'invertébrés.

## Taxinomie
D'après la classification de référence (version 14.1, 2024) de l'Union internationale des ornithologues, le Chevalier semipalmé possède 2 sous-espèces (ordre philogénique) :
- Tringa semipalmata inornata (Brewster, 1887) : Ouest de l'Amérique du Nord ;
- Tringa semipalmata semipalmata (Gmelin, JF, 1789) : côte Est, de l'Île-du-Prince-Edouard à la baie de Campêche (résidant permanent dans le Sud-Est des États-Unis et aux Antilles).

L'aire d'hivernage s'étend le long des côtes jusqu'en Uruguay et le nord du Chili.
Certains auteurs suggèrent de séparer les deux sous-espèces en deux espèces distinctes.

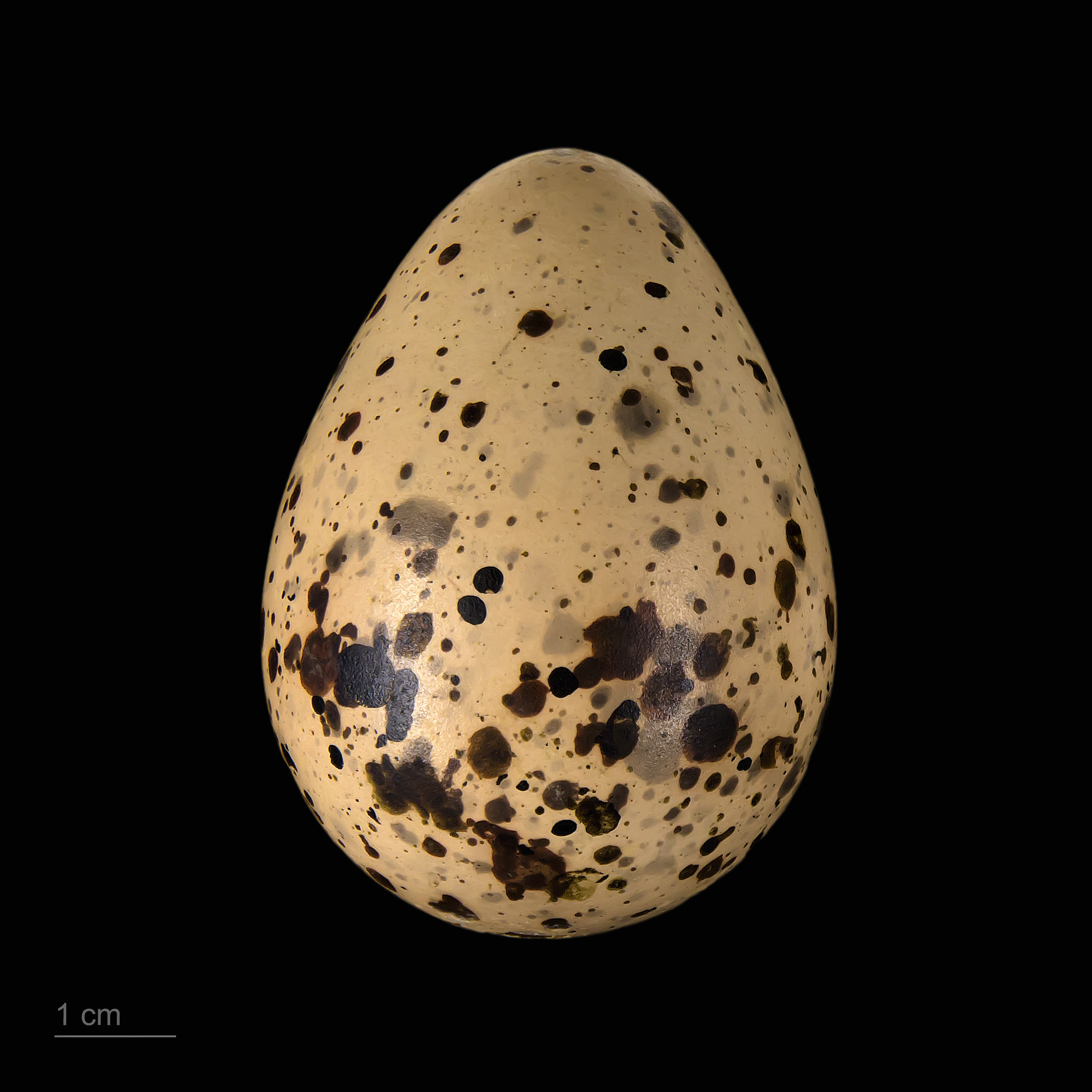
Œuf de Tringa semipalmata - Muséum de Toulouse